# Раз, Иосеф
Иосеф Раз (ивр. יוסף רז‎; 21 марта 1939, Палестина, Подмандатная Палестина — 2 мая 2022, Хаммерсмит, Большой Лондон) — израильский философ
 и правовед, занимавшийся правовой, политической философией и философией морали. Сторонник правового позитивизма. Большую часть своей карьеры был профессором философии права и научным сотрудником Колледжа Бейллиол, Оксфорд, а также последние десять лет был профессором права юридического факультета Колумбийского университета. Среди студентов Раза двое профессоров философии права в Оксфорде — Лесли Грин и Тимоти Эндикотт.

## Биография
Иосеф Раз родился в 1939 году на территории Британского мандата в Палестине. В 1963 году окончил Еврейский университет в Иерусалиме, Израиль, где получил степень магистра права «summa cum laude». Позднее на средства, выделенные Еврейским университетом, под руководством Герберта Харта Раз получил звание Доктора Философии в Оксфордском университете.
В Оксфорде Раз учился в Колледже Баллиол и в 1967 году получил степень доктора философии. Затем он вернулся в Израиль, где преподавал в Еврейском университете на факультете права и на философском факультете. В 1971 он получил повышение и был назначен на должность старшего преподавателя. В 1972 году он вернулся в Колледж Баллиол и стал его научным сотрудником, а также научным руководителем в области права. С 1985 до 2006 Раз был Профессором философии права в Оксфордском университете, а с 2006 до 2009 года — работал научным сотрудником. С 2002 года он работал Профессором на юридическом факультете Колумбийского университета в Нью-Йорке. Он также проводил занятия как приглашенный профессор и был членом редакционной коллегии ряда журналов и книг.
Современники Раза признают его и считают одним из наиболее важных современных правовых философов. На сегодняшний день он является автором и редактором двенадцати книг, а именно: «Концепция правовой системы» (1970) «Практическое мышление и нормы» (1975), «Авторитет права» (1979), «Мораль свободы» (1986), «Авторитет» (1990), «Этика в общественном достоянии» (1994), «Привлекая разум» (1999), «Ценность, уважение и привязанность» (2001), «Практика ценности» (2003), «Между властью и интерпретацией» (2009), «От нормативности к ответственности» (2011), «Истоки нормативности» (2022).
В основу его первой книги «Концепция правовой системы» легла его докторская диссертация. Его более поздняя работа — «Мораль свободы» получила две награды: в 1987 Книжную премию Маккензи от Ассоциации Политических Наук Соединённого Королевства. Каждого календарного года эта награда присуждается лучшей книге в области политологии. А в 1988 году — Книжную премию Элейн и Дэвида Шпитц от Конференции по изучению политической мысли, Нью-Йорк. Эта награда присуждается ежегодно за лучшую книгу по либеральной и/или демократической теории, которая была опубликована двумя годами ранее.
Ключевым в книгах Раза является анализ концептов норм и авторитета, а также защита и развитие теории правового позитивизма. Его теория касается норм-правил, которые служат руководством человеческого поведения. Она также включает систему(ы), в которых существуют эти нормы, такие как, например, правовые системы. Второй аспект касается вопросов авторитета, который закон имеет над людьми в рамках определенной правовой системы.
Его работы цитировали в Верховном Суде Канады в таких делах, как «Империал Тобако против Бритиш Коламбия», «Г. против Димерз» и «Сове против Канады».
В 1987 его избрали членом Британской Академии. Он был избран почётным доктором Католического университета Брюсселя в 1993 и Королевского колледжа в Лондоне в 2009. В 2005 он получил Международную награду за исследовательскую работу в области права «Эктор Фикс-Самудио» от Национального Автономного Университета Мексики, и в 2009 — награду Вице-президента Общества Юристов Университетского колледжа Дублина. Лауреат премии Тан (2016). Член Американской академии искусств и наук (1992).
В 2000—2001 читал Лекции Таннера о Человеческих Ценностях по «Практике Ценностей» в Калифорнийском университете в Беркли.
Скончался 2 мая 2022 года.

## Работа
Как ученик Харта после его смерти Раз сыграл важную роль в продолжении разработок идей Харта относительно правового позитивизма. Это включало редактирование второго издания работы Харта «Концепция права», где в дополнительной части он включил ответы Харта на критику его суждений со стороны других философов. Его поздние труды меньше касаются теории права, и относятся скорее к политической и нормативной философии.
В политической философии Раз является сторонником перфекционистского либерализма. В теории морали Раз защищает ценности плюрализма и идею, что различные ценности являются несоизмеримыми.

## Публикации
- The Authority of Law (1979; 2nd ed., 2009);
- The Concept of a Legal System (1970; 2nd ed., 1980);
- The Moral of Freedom (1986);
- Practical Reason and Norms (1975; 2nd ed., 1990);
- Ethics in the Public Domain (1994; rev. pbk. ed., 1995);
- Engaging Reason (1999);
- Value, Respect and Attachment (2001);
- The Practice of Value (2003);
- Between Authority and Interpretation (2009);
- From Normativity to Responsibility (2011);
- The Roots of Normativity (2022).